# ناتالی میبورخ
ناتالی میبورخ (هلندی: Natalie Myburgh; ۱۵ مهٔ ۱۹۴۰ – ۲۱ ژانویهٔ ۲۰۱۴) شناگر اهل آفریقای جنوبی بود.
وی در مسابقات کشوری و بین‌المللی در مجموع برندهٔ ۱ مدال طلا، ۱ مدال برنز شده‌است.